# Culex eldridgei
Culex eldridgei é um espécie de mosquito do Género Culex, pertencente à família Culicidae.